# Skrzelczyce
Skrzelczyce – wieś w Polsce położona w województwie świętokrzyskim, w powiecie kieleckim, w gminie Pierzchnica.
| SIMC    | Nazwa      | Rodzaj    |
| ------- | ---------- | --------- |
| 0262409 | Błonie     | część wsi |
| 0262415 | Brzezina   | część wsi |
| 0262421 | Chebzie    | część wsi |
| 0262438 | Dąbrowa    | część wsi |
| 0262444 | Dworowsko  | część wsi |
| 0262450 | Góra       | część wsi |
| 0262467 | Kaczyniec  | część wsi |
| 0262473 | Laski      | część wsi |
| 0262480 | Parcela    | część wsi |
| 0262496 | Piaski     | część wsi |
| 0262504 | Podchojnie | część wsi |
| 0262510 | U Granic   | część wsi |
| 0262527 | Zastawie   | część wsi |

W czasie Królestwa Kongresowego zwane inaczej Krzelczyce, 1540 r. Chrzelczicze, wieś i folwark w powiecie kieleckim, gmina Szczecno, parafia Lisów, młyn wodny, pokłady rudy żelaznej. W 1827 r. 47 domów i 125 mieszkańców. W 1573 r. Krzelczicze mają 4 właścicieli. Dobra te w roku 1879 oddzielono od Maleszowy.
W latach 1975–1998 miejscowość administracyjnie należała do województwa kieleckiego.
W Skrzelczycach, według zachowanego aktu urodzenia, w 1919 r. urodził się Gustaw Herling-Grudziński, pisarz, eseista, krytyk literacki, dziennikarz, żołnierz, więzień łagrów, jednak sam pisarz twierdził, że urodził się w Kielcach. Natomiast folwark w Skrzelczycach był własnością Herling vel Grudzińskich do 1921.

Ruiny folwarku w Skrzelczycach
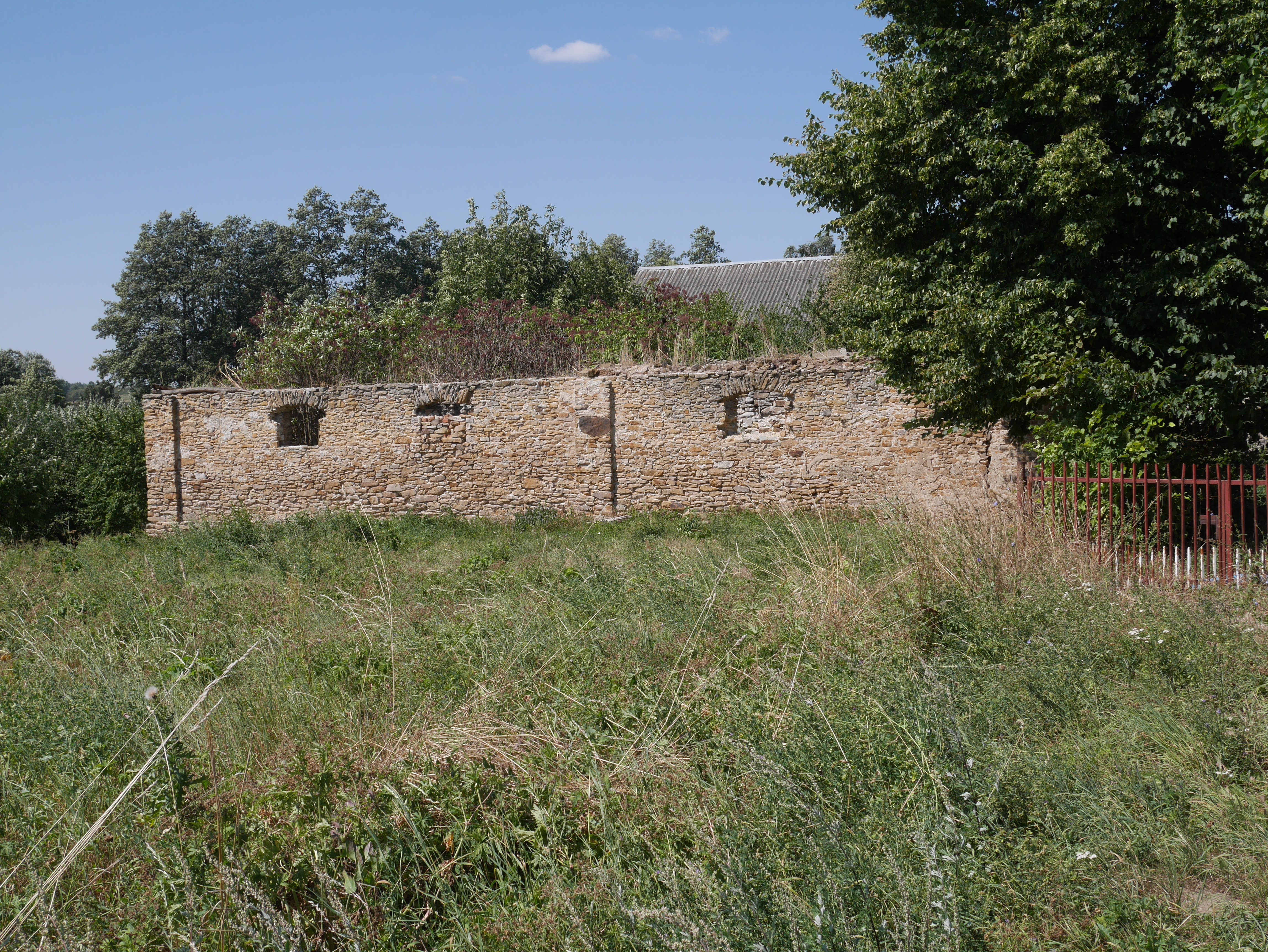
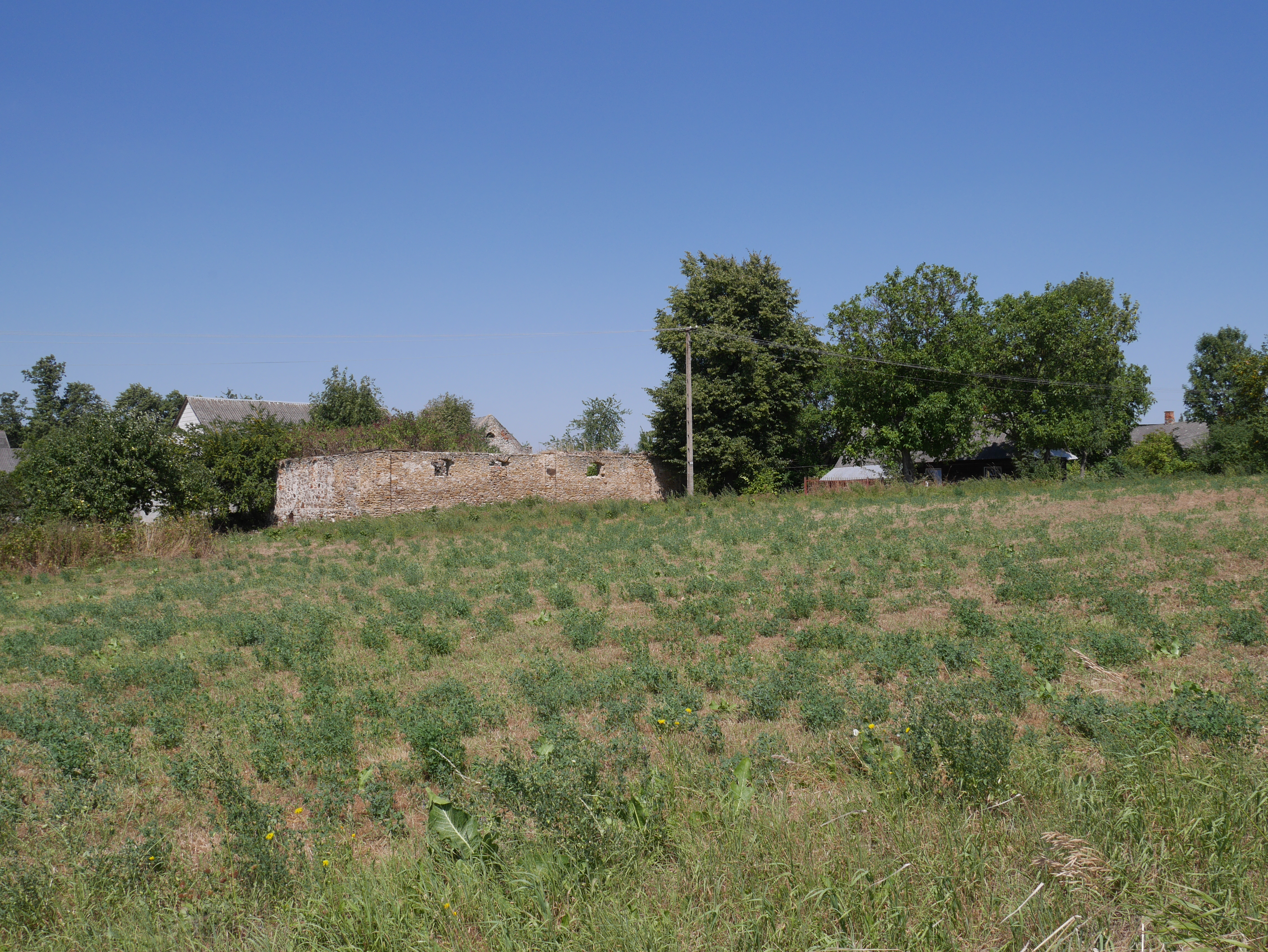